# Draaiden
Draaiden (Pinus contorta) is een soort uit het geslacht den (Pinus). Het is een veel voorkomende boomsoort in de Westelijke Verenigde Staten en Canada. Draaiden telt vier geografisch afgebakende ondersoorten.

## Naam
De soortaanduiding contorta in de botanische naam van de soort verwijst naar de gedraaide groeivorm van haar dennennaalden. Ook de Nederlandse triviale naam 'draaiden' refereert naar dit kenmerk. In het Engels is draaiden bekend onder de triviale namen lodgepole pine, shore pin, twisted pine en contorta pine.

## Determinatie
Draaiden is een boom- of struikvormende, groenblijvende conifeer die een hoogte kan bereiken tot ± 50 m. De stam kan zowel recht als kronkelend verlopen en kan een diameter bereiken tot 90 cm. De schors is grijs- tot roodbruin van kleur en is gekloofd of opgebouwd uit kleine, rechthoekige plaatjes of fijne schubben. De onderste takken hangen meestal af, terwijl de hogere veeleer horizontaal groeien of opstijgen. De twijgen zijn slank, oranje tot roodbruin, en worden later donkerbruin en ruw. De knoppen zijn ovaalvormig en donkerroodbruin. Ze worden tot 1,2 cm lang en zijn licht harsig.

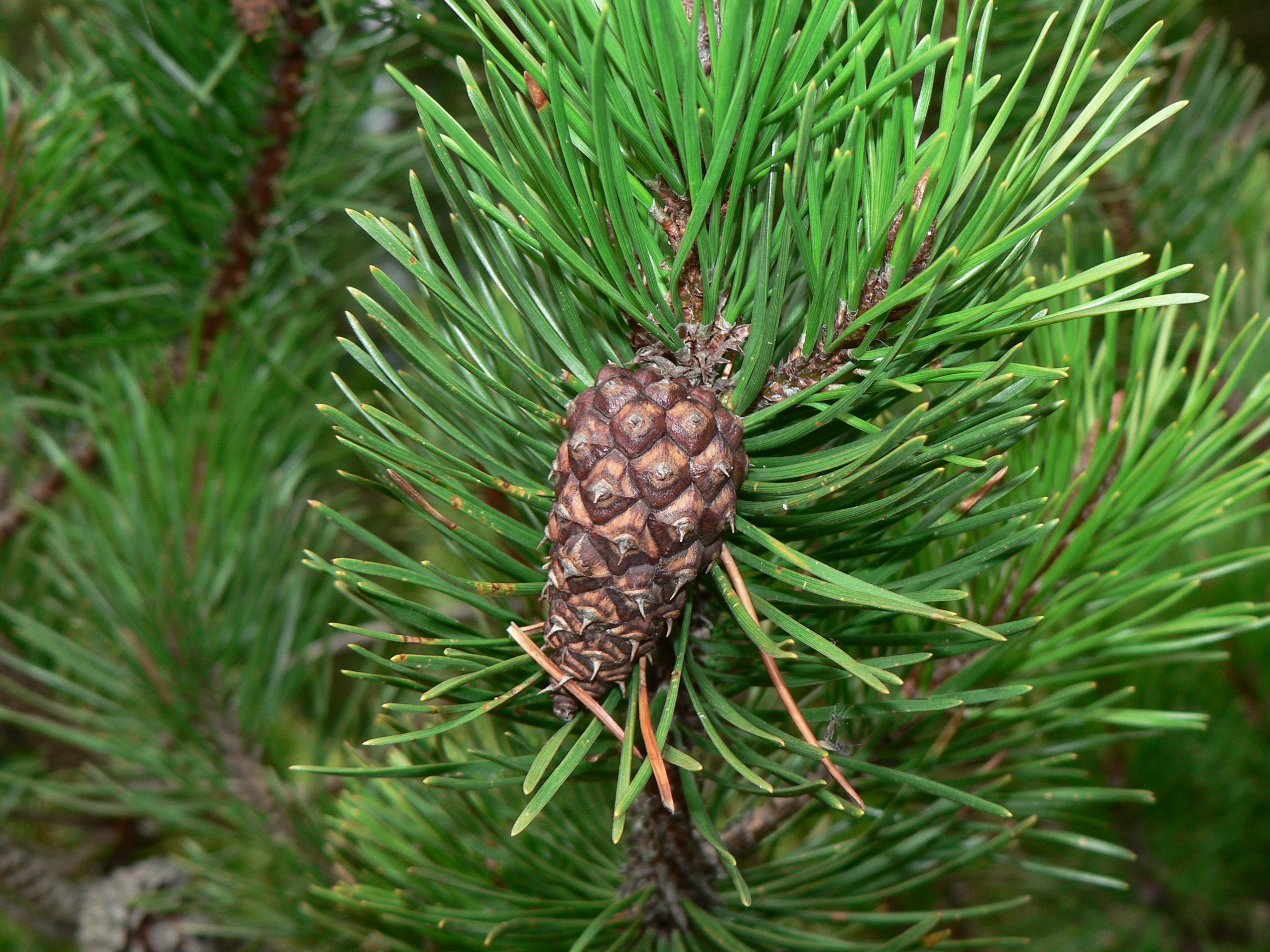
De naalden en de kegel van de ondersoort kustdraaiden.

De bladeren (naalden) zijn per twee gebundeld. Ze staan uiteen of staan naar boven gericht en groeien gedraaid. Ze zijn 2–8 cm lang, geel- tot donkergroen en worden 3–8 jaar oud. Elke zijde heeft fijne stomatale lijnen.
De mannelijke kegelvruchten zijn ellips- tot cilindervormig, oranjerood en 5–15 mm lang. Vrouwelijk zaadkegels rijpen op twee jaar tijd of zijn op een of andere manier afhankelijk van natuurbrand om open te gaan. De kegels zijn lancet- of ovaalvormig voor ze opengaan en breed ovaalvormig tot bijna volledig rond na opening. Ze worden 2–6 cm lang en hebben een licht(rood)bruine kleur.

## Ecologie
In het merendeel van haar natuurlijke habitat is draaiden voor de kieming in hoge mate aangewezen op gebieden met natuurbranden en andere verstoorde habitats. Het is een pyrofytische pioniersoort die als een van de eersten ten tonele verschijnt binnen pioniervegetatie aan het begin van de successiereeks. Ze is een r-strateeg die bijzonder veel zaden verspreidt.

## Ondersoorten en verspreiding
Er worden vier ondersoorten onderscheiden:
- Pinus contorta subsp. bolanderi (Engels: Bolander's beach pine, Bolander pine)
Deze ondersoort is endemisch langs de noordwestkust van Californië, met name in Mendocino, maar wordt steeds meer bedreigd door branden en oprukkende bebouwing. Niet alle autoriteiten erkennen deze ondersoort.[3]
- Pinus contorta subsp. contorta (kustdraaiden; Engels: Shore pine)
Kustdraaiden komt voor langs de Stille Oceaankust van Zuid-Alaska tot Noord-Californië.
De naalden zijn korter (4–6 cm), dichter en minder uitstaand dan bij bergdraaiden.[2]
- Pinus contorta subsp. latifolia (bergdraaiden; Engels: Lodgepole pine)
Bergdraaiden groeit in de Rocky Mountains van Yukon en Saskatchewan tot in Colorado. De verspreiding van deze ondersoort vertoont in de Verenigde Staten tal van kleine uitstralingen.
- Pinus contorta subsp. murrayana (murrayanaden; Engels: Tamarack pine, Sierra lodgepole pine)
Murrayanaden komt voor in de Cascade Ranges van Washington tot Noord-Californië, maar ook in de Sierra Nevada, de Transverse Ranges in Zuid-Californië, de Peninsular Ranges tot in het noorden van Baja California en de Spring Mountains in Zuid-Nevada.
In tegenstelling tot de andere draaidennen, vallen de kegels van murrayanaden na rijping wel meestal af. De naalden zijn ook breder en stijver.[2]

Zowel de ondersoorten berg- als de kustdraaiden zijn in Europa in bossen aangeplant. Bergdraaiden komt, in tegenstelling tot kustdraaiden, slechts zelden in tuinen voor. Murrayanaden kan in Europa enkel in arboreta worden aangetroffen, alsook in sommige Britse bossen, waar hij enkele keren per vergissing is aangeplant.
... · 
P. albicaulis (asgrijze den) · 
P. aristata (stoppelden) · 
P. balfouriana (vossenstaartden) · 
P. brutia (Turkse den) · 
P. canariensis (Canarische den) · 
P. cembra (alpenden) · 
P. contorta (draaiden) · 
P. densiflora (Japanse rode den) · 
P. halepensis (aleppoden) · 
P. heldreichii (Bosnische den) · 
Pinus hwangshanensis · 
P. jeffreyi (jeffreyden) · 
P. koraiensis (Koreaanse den) · 
P. lambertiana (suikerden) · 
P. longaeva (langlevende den) · 
P. monophylla · 
P. monticola (Amerikaanse witte den) · 
P. mugo (bergden) · 
P. muricata (bishopden) · 
P. nigra (zwarte den) · 
P. nigra subsp. laricio (Corsicaanse den)  · 
P. nigra subsp. nigra (Oostenrijkse den) · 
P. palustris (moerasden) · 
P. parviflora (Japanse witte den) · 
P. peuce (Macedonische den) · 
P. pinaster (zeeden) · 
P. pinea (parasolden) · 
P. ponderosa (gele den) · 
P. pumila (Siberische dwergden) · 
P. radiata (montereyden) · 
P. strobus (weymouthden) · 
P. sibirica (Siberische den) · 
P. sylvestris (grove den) · 
P. thunbergii (Japanse zwarte den) · 
P. wallichiana (tranenden) · 
...